# Orestes Giorgi
Oreste ou Orestes Giorgi (Itália, 29 de setembro de 1882  - São Paulo, 4 de janeiro de 1962), comumente chamado de "Oresti", "Giorgio", "di Giorgio", "Giogi", "Jorge",  foi líder dos trabalhadores ferroviários que lutou por melhores condições de trabalho, sendo o fundador e primeiro presidente do Sindicato dos Ferroviários de São Paulo. Trabalhou na The São Paulo Railway Company, Limited. Chegou a ser preso em 14 de agosto de 1936, acusado de ser comunista. Foi liberto em 29 de julho de 1937. 

## Origem e falecimento
Nascido em 29 de setembro de 1882 na Itália, pouco se sabe sobre sua família. Filho de Antonio Giorgi e de Rosa Franzoni. Há uma confusão envolta de seu nome, ora referido como Oreste, ora como Orestes. Pelo fato de ser italiano seu nome real tem maiores chances de ser Oreste, mas em documentos assinados pelo mesmo consta Orestes. Não se sabe se seu real sobrenome seria Giorgi ou Giorgio, contendo a preposição em italiano "di" ou não. Em alguns de seus documentos, consta como nacionalidade brasileira, Campinas, mas se sabe que nasceu na Itália. Sempre foi atuante e preocupado com os direitos dos trabalhadores. Em 1932 era declarada a greve geral em determinação a uma Assembleia realizada na Lapa. Terminada a greve referida, a Administração da São Paulo Railway, empresa onde ele trabalhava, relacionou 87 funcionários que seriam por ela visados e não poderiam mais ingressar na empresa, e em seguida foi solicitada uma permissão ao Ministro do Trabalho para demiti-los. Por conta disso, ele foi procurado por outro colega para criar uma comissão no sentido de promover a defesa dos companheiros atingidos injustamente.
Ele disse na época que aceitou o convite que estava sendo feito, por considerá-lo além de justo, sobre tudo humano. Esta ação deu origem ao futuro Sindicato dos Ferroviários, após uma Assembleia Geral realizada em 30/10/1932. Em 15/08/1936 por denuncia feita a então “Polícia de Ordem Social” do Governo Vargas, ele foi injustamente preso juntamente com outros líderes sindicais acusados de exercerem atividades subversivas, mais especificamente atividades Comunistas, simplesmente por ocuparem posições relevantes dentro do Sindicato dos Ferroviários. Ficou preso durante um longo período, onde quase morreu executado dentro da prisão, escapando por se fingir de morto.
Quando foi solto, antes de encerrado o inquérito, perdeu seu emprego em 17/02/1937. O inquérito foi concluído em 20/07/1938, onde ficou provado que ele não participava das chamadas “atividades comunistas”. Mesmo com esta absolvição, nunca conseguiu de volta seu emprego e sempre que tentava um novo trabalho, era perseguido e por isso nunca mais conseguiu um emprego decente. Após várias tentativas nos anos seguintes, inclusive de encontrar um advogado que aceitasse defendê-lo, em 14/12/1960 entrou com um processo na justiça com o intuito de ter seu emprego de volta e de receber os salários atrasados correspondentes ao período de afastamento. Faleceu em 4 de janeiro de 1962, em São Paulo, causa de morte arteriosclerose , sem que a justiça tenha sido feita, sendo que até hoje este processo se encontra em andamento sem qualquer previsão de conclusão. 

## Casamento
Casou-se em 3 de setembro de 1921 com Maria Michele "Michelina" della Gatta (Vasto, 17 de dezembro de 1890 - São Paulo, 24 de abril de 1989), filha de Cesario della Gatta e Mariantonia Caramanico, agricultores italianos, que emigraram ao Brasil em 1898. Tiveram 5 filhos: Antonio, Sylvia, Rosa, Augusto e Alberto.

## Carreira ferroviária
Foi empregado na São Paulo Tramway, Light and Power Company como condutor, de 22 de outubro de 1912 a 10 de maio de 1913, 3 de julho de 1916 a 4 de junho de 1917, 19 de novembro de 1919 a 3 de dezembro de 1919 . Depois trabalhou na São Paulo Railway. Fundou o Sindicato dos Ferroviários de São Paulo e foi o primeiro presidente. Junto com João Constante da Silva Maia, Diogo de Oliveira Martins, Rubens Teixeira, Antonio Peres, Hildeberto Martins de Queiroz, Heitor de Lima, Ladislau Arruda Camargo, entre outros, lutou por direitos trabalhistas durante sua vida inteira.

## Prisão

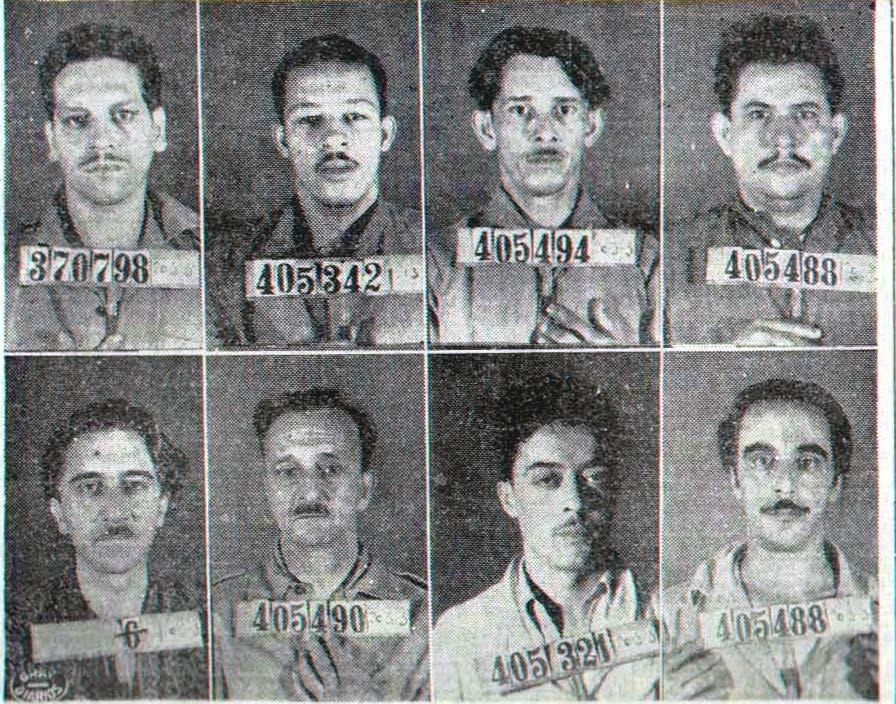
Intitulados "comunistas" presos em foto de jornal.

Em 15/08/1936 por denuncia feita a então “Polícia de Ordem Social” do Governo Vargas, ele foi injustamente preso juntamente com outros líderes sindicais acusados de exercerem atividades subversivas, mais especificamente atividades Comunistas, simplesmente por ocuparem posições relevantes dentro do Sindicato dos Ferroviários. Ficou preso durante um longo período, onde quase morreu executado dentro da prisão, escapando por se fingir de morto.
Orestes Giorgi, João Constante da Silva Maia, Diogo Oliveira Martins, Rubens Teixeira, Antonio Peres, Hildeberto Martins de Queiroz, Heitor de Lima e Ladislau Arruda Camargo quando foram presos em 1937, como mostra foto na direita. Os ferroviários foram acusados de "comunistas" e presos.

## “O Trilho”
Relato de Orestes Giorgi, "O Trilho" – novembro de 1958: 
“1932 foi o ano de fundação do Sindicato dos “Ferroviários da São Paulo Railway”. Nesse mesmo ano despontam os primeiros  movimentos grevistas da categoria, em fevereiro e maio.
Por pressão dos associados, é realizada uma Assembléia Geral Extraordinária no dia 1º de maio de 1932 que contou com a presença de centenas de Ferroviários. Durante as discussões em torno da pauta, reivindicações se arrastaram pela madrugada do dia 02 de maio. Dessa reunião resultou a seguinte pauta de reivindicação, apresentada à superintendência da Estrada de Ferro:
-Readmissão de todos os Ferroviários demitidos no movimento de fevereiro de 1932
-Abolição completa das empreiteiras
-Aumento  nos ordenados, diários ou por hora, nas seguintes bases: porcentagem variável de 30% a 10%
-Semana de 48 horas semanais de trabalho
-Despedida de alguns chefes e que os demais chefes encarregados e feitores tenham tratamento cortês com todos os trabalhadores
-Cumprimento da lei de férias
-Salário igual para todos os trabalhadores
Nenhuma perseguição e liberdade para todos os que participaram do movimento
Reconhecimento do “Sindicato dos Ferroviários da São Paulo Railway"
-Pagamento dos salários e vencimentos a todos os trabalhadores, enquanto perdurar o movimento
Recondução do companheiro Maximino Trindade, delegado do Sindicato no Pary
-Adoção de medidas de higiene e conforto nos locais de trabalho
O impasse durou 12 dias. O próprio Presidente Getulio Vargas e o Ministro do Trabalho, Salgado Filho, determinaram a arbitragem do litígio. A convenção foi assinada pelo superintendente da estrada, M. Wellington, transigindo a maioria das reivindicações, embora a lei reguladora das matérias não obrigasse a Estrada a acatá-las e, para outras matérias, não havia lei própria.
As conquistas das reivindicações foram um marco para o Sindicato. A vitória do movimento veio consolidar seu papel junto à categoria. A partir daí seu crescimento se expande por todo o Estado, abrangendo todas as ferrovias e aumentando o número de sócios.
Acontece que, terminada a greve referida, a administração da então São Paulo Railway, mandava funcionários da sua administração, munidos de uma relação de empregados, por ela visados, vedando o ingresso nas oficinas de 87 ferroviários. Em seguida, a administração da estrada requer ao Ministro do Trabalho, permissão para demiti-los e, como sempre, alegando que eles eram comunistas. Entre os ferroviários visados pela medida da “Estrada”, havia alguns com mais de 10 anos de serviço efetivo.   No mês de junho era procurado em meu local de trabalho, nas Oficinas Centrais da ferrovia, por um colega de serviço, dizendo-me que, estando de férias, aproveitaria para, por conta própria, avistar-se com o Senhor Ministro do Trabalho, por isso que me procurava para fazer parte de uma comissão no sentido de promover a defesa dos companheiros atingidos injustamente.
Aceitei o convite que me estava sendo feito, por considerá-lo além de justo, sobretudo humano. Constitui-se a comissão integrada pelos ferroviários José Toquarto Pinto, Orestes Giorgi e Valetim Bardus, estes representando os ferroviários atingidos pela prepotência da São Paulo Railway.
Em 5 de julho, do mesmo ano, a referida comissão promovia a vinda a esta Capital do Ministro do Trabalho  no sentido de ser iniciada a defesa dos companheiros, visto como, na ocasião, não tínhamos qualquer organismo a que pudéssemos recorrer. Tínhamos um departamento intitulado de Trabalho, mas que só servia para arranjar empregado para os patrões. Quanto à defesa, ficava essa, a cargo da polícia resolver. 
Precisamente no dia 5 de julho, embora contra a vontade do então chefe da polícia, o Sr. Tyso Martins, realizava-se a reunião com a presença do Ministro do Trabalho, debaixo do maior aparato bélico, dando assim uma demonstração de que o Estado de São Paulo estaria em pé de guerra, querendo com isso, fazer crer ao povo paulista, que os ferroviários da São Paulo Railway eram feras. 
Desse modo, favoreciam o pedido da Estrada. Na reunião acima referida, o Ministro do Trabalho, Dr. Salgado Filho solicitava da comissão que preparasse todos os documentos indispensáveis à defesa dos ferroviários para apresentá-los ao Ministério do Trabalho. Tal iniciativa ficou paralisada devido ao movimento revolucionário paulista.
No mês de setembro do mesmo ano, dirigia-se a Comissão à Capital do país, à sua própria custa, pois não existia, na ocasião, qualquer organismo que pudesse custear as despesas.
Feita a entrega dos documentos solicitados pelo Ministro, este, após examinar a documentação que lhe estava sendo entregue, declarava que iria fazer todo o possível no sentido de defender os ferroviários atingidos. Dirigindo-se a um dos membros da comissão, Sr. José Torquato Pinto, fez-lhe a entrega de uma carta nomeando-o, desde essa data, representante do Ministério do Trabalho, em São Paulo.
Dirigindo-se a mim, Orestes Giorgi, solicita-me promover a fundação do Sindicato, no sentido de obrigar a São Paulo Railway ao cumprimento da lei, alegando que tivera conhecimento da existência de vários sindicatos, porém, sem o respectivo registro, dificultando assim qualquer defesa dos trabalhadores ferroviários.
Atendendo ao pedido do Ministro, não tive dúvidas em aceitar tal incumbência, certo de que estaria amparado pelas autoridades constituídas.
Assim, após consultar os companheiros de Santos, da Lapa, e os dirigentes do ex-sindicato de São Paulo, promovia, por intermédio de boletins, a convocação dos ferroviários para uma Assembléia Geral, na rua José Paulino, para o dia 30 de outubro de 1932 com o objetivo de aprovação dos estatutos e a nomeação de sua
Diretoria provisória, a qual ficou assim constituída:
Presidente: Orestes Giorgi – Oficina Lapa
Secretario: Valentim Bardus- Ferreiro – oficina Central
Tesoureiro: Arthur Pandovani – Oficina Lapa.” 

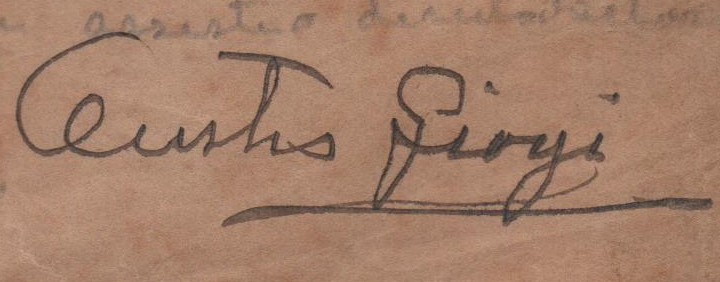

Assinatura:
1. ↑  Data de nascimento citada em diferentes documentos pessoais
2. ↑  Data de óbito citada na certidão de óbito
3. ↑  Diversos documentos, jornais e trabalhos contam suas ações
4. ↑  Como aparece no  jornal: Diário de S. Paulo, edição de 15 de agosto de 1936
5. ↑  Como aparece no jornal: Correio Paulistano, edição de 30 de julho de 1937
6. ↑  Como consta em documentos pessoais, como sua certidão de casamento.
7. ↑  Certidão de óbito
8. ↑  Certidão de casamento
9. ↑  Como aparece em documento de 25 de agosto de 1937
10. ↑  http://ferroviarios-sp.org.br/diretoria.php
11. ↑  "(...)delegado regional de Rio Preto que conseguiu  prender em Nova Granada, 38 communistas confessos que, nessa cidade, vinham perturbando a ordem publica. Hoje, cabe a vez de relatar os trabalhos do delegado de Ordem Social no tocante ao processo que instaurou contra doze ferroviarios das varias empresas do nosso Estado, os quaes estavam sendo os mais perigosos dentro das organizações em que trabalhavam (...)" - Diário de . Paulo, edição de 15 de agosto de 1936
12. ↑  O Trilho – novembro de 1958 – Orestes Giorgi - http://historiasdalapa.blogspot.com/2010/12/trabalho-ferroviarios-e-greve-na-spr-em_11.html